# Melanophryniscus simplex
Espèce
Statut de conservation UICN

 DD  : Données insuffisantes
Melanophryniscus simplex est une espèce d'amphibiens de la famille des Bufonidae.

## Répartition
Cette espèce est endémique du Brésil. Elle se rencontre entre 775 et 1 300 m d'altitude :
- dans l'État de Santa Catarina à São Joaquim ;
- dans l'État de Rio Grande do Sul à São Francisco de Paula.

## Description
Les mâles mesurent de 24,0 à 26,0 mm et les femelles de 27,7 à 29,5 mm.

## Publication originale
- Caramaschi & Cruz, 2002 : Taxonomic Status of Atelopus pachyrhynus Miranda-Ribeiro, 1920, Redescription of Melanophryniscus tumifrons (Boulenger, 1905), and Descriptions of two new species of Melanophryniscus from de State of Santa Catarina, Brazil (Amphibia, Anura, Bufonidae). Arquivos do Museu Nacional Rio de Janeiro, Brasil, vol. 60, no 4, p. 303-314 (texte intégral).